# Трилисский, Алексей Лукич
Алексей Лукич Трилисский (род. в 1892 в Дубровицах в Волынской губернии — ум. 25 ноября 1937) — советский государственный деятель, член ЦК КП(б)У (1927—1937), народный комиссар сельского хозяйства Украинской ССР (1932).
С мая 1918 в РКП(б), с марта 1927 г. по 1928 г. — председатель исполнительного комитета окружного совета в Одессе, с 29 ноября 1927 г. по 4 июля 1937 — член ЦК КП(б)У.
С 25 января 1930 по февраль 1932 года — заместитель народного комиссара, а с февраля по 16 октября 1932 года — народный комиссар сельского хозяйства Украинской ССР.
С октября 1932 по 1937 год — председатель исполкома облсовета в Виннице.
20 декабря 1935 года награжден орденом Ленина.
В июле 1937 арестован, затем расстрелян.